# Bethel (condado de Fairfield)
Bethel es un lugar designado por el censo ubicado en el condado de Fairfield en el estado estadounidense de Connecticut. En el año 2010 tenía una población de 9.549 habitantes.

## Geografía
Bethel se encuentra ubicado en las coordenadas 41°22′21.89″N 73°24′41.23″O / 41.3727472, -73.4114528.